# Pixibox
Pixibox est une société française du secteur de l'animation fondée par Ernest Copperman et Jacques Peyrache, disparue en 2003.

## Historique
Pixibox a été fondée en 1987.
En 1994, Pixibox implante une filiale à Los Angeles.
La société est reprise en 1996 puis scindée en deux sociétés Pixibox studios et Mediapegs qui commercialise Pegs son logiciel d'animation et colorisation numérique,.Pegs devient depuis une partie du logiciel d'animation Canadien ToonBoom.
Pixibox Finance (RCS 378656490) est radiée le 31 décembre 1996.
Pixibox Studios (RCS 407844158) est radie le 2 avril 2004.
Mediapegs (RCS 413359613) est placée en liquidation judiciaire le 11 septembre 2003.

## Réalisations

### Production
Séries
- 1987 Touni et Litelle[8]
- 1990 Le Croc-Note Show Saison 2
- 1991 La Compète
- 1993 Gargantua
- 1993 Les Pastagums
- 1995 Bambou et Compagnie
- 1997 Le Prince d'Atlantis

Séquences
- 1991 Jingles Dorothée[9]

### Animation
- 1992 Les Misérables
- 1992 L'Île aux Ours
- 1992 Spirou

### Colorisation
- 1992 Spirou
- 1995 Dingo et Max

### Prestations
- 1994 Mot
- 1994 Léa et Gaspard
- 1997 Le Maître des bots scènes 3D